# Virginio Tonini
Virginio Tonini (Vicenza, ... – Vicenza, ...; fl. XIX-XX secolo) è stato un ingegnere e dirigente sportivo italiano, noto per essere stato il quarto presidente del Vicenza Calcio dal 1911 al 1915.

## Biografia
L'Ingegner Virginio Tonini fu Capo del Genio civile di Vicenza.
Nel giugno 1911 vi fu un importante cambiamento ai vertici societari del Vicenza Calcio. Per motivi di salute il Generale Augusto Bucchia presentò le dimissioni da presidente.
Il 1º luglio 1911 venne eletto presidente Virginio Tonini.
Virginio Tonini fu padre dei tre calciatori biancorossi Angelo, Adolfo e Giuseppe.
A Virginio Tonini si deve la nascita del settore giovanile del Vicenza con la squadra degli allievi.
Nella stagione 1911-1912, alla sua prima presidenza, la squadra berica si piazzò al 2º posto nel girone veneto-emiliano.
Nell'annata 1912-1913, la formazione vicentina giunse al 1º posto del girone veneto-emiliano, vincendo lo spareggio contro l'Hellas Verona domenica 2 marzo 1913 sul campo neutro di Sant'Elena di Venezia.
Nella stagione 1913-1914, la squadra biancorossa si piazzò al 1º posto nel girone veneto-emiliano.
Nell'annata 1914-1915, alla sua ultima da presidente, il Vicenza giunse al 1º posto nel girone F.
Virginio Tonini resse l'incarico di presidente fino allo scoppio della prima guerra mondiale in Italia, avvenuto nel 1915.